# Margarella jason
Margarella jason is een slakkensoort uit de familie van de Calliostomatidae. De wetenschappelijke naam van de soort is voor het eerst geldig gepubliceerd in 1951 door A. W. B. Powell.